# Stausee Dobra

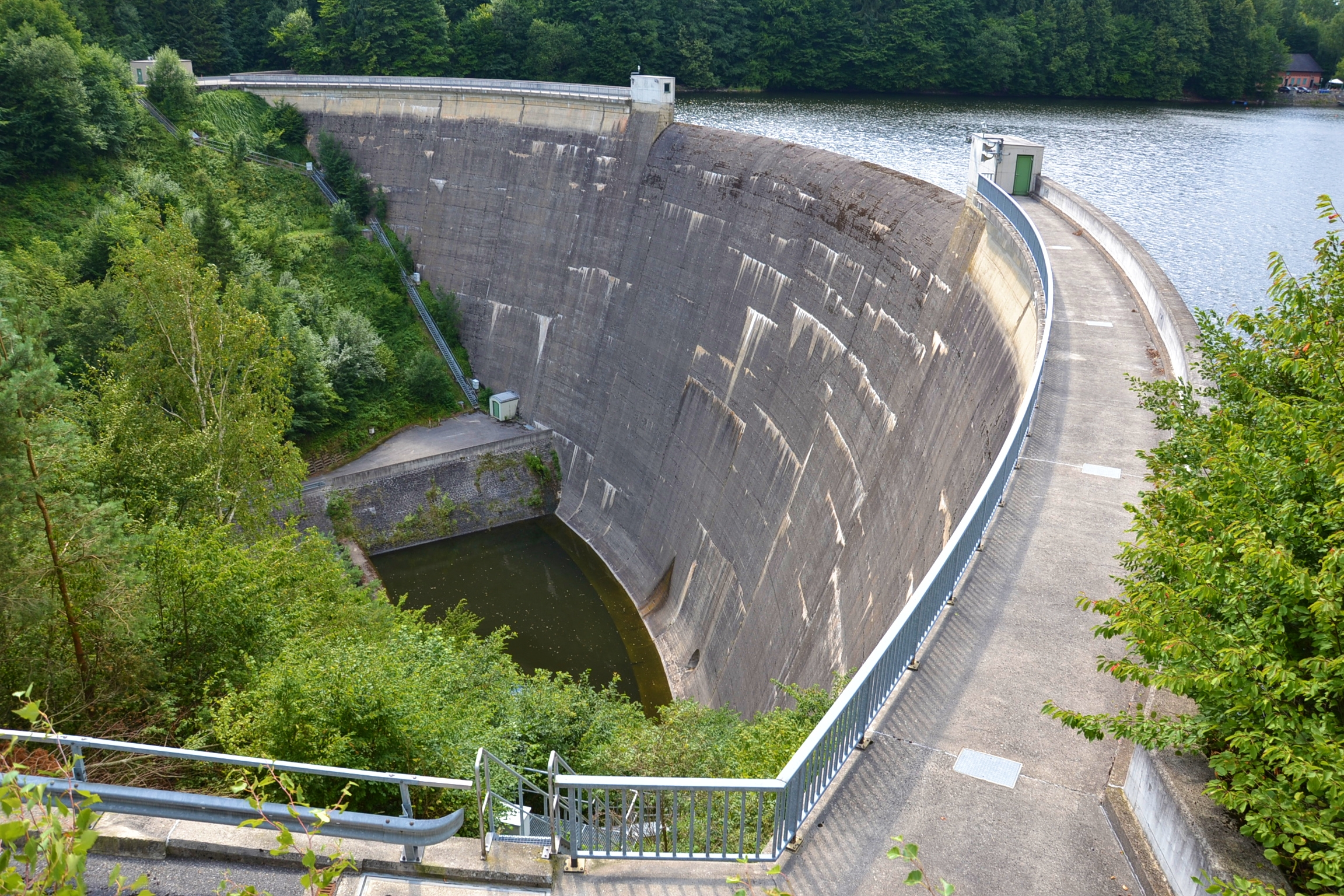
Die Staumauer vom linken Ufer, wo die Triebwasserleitung durch den Berg beginnend weggeht, aufgenommen

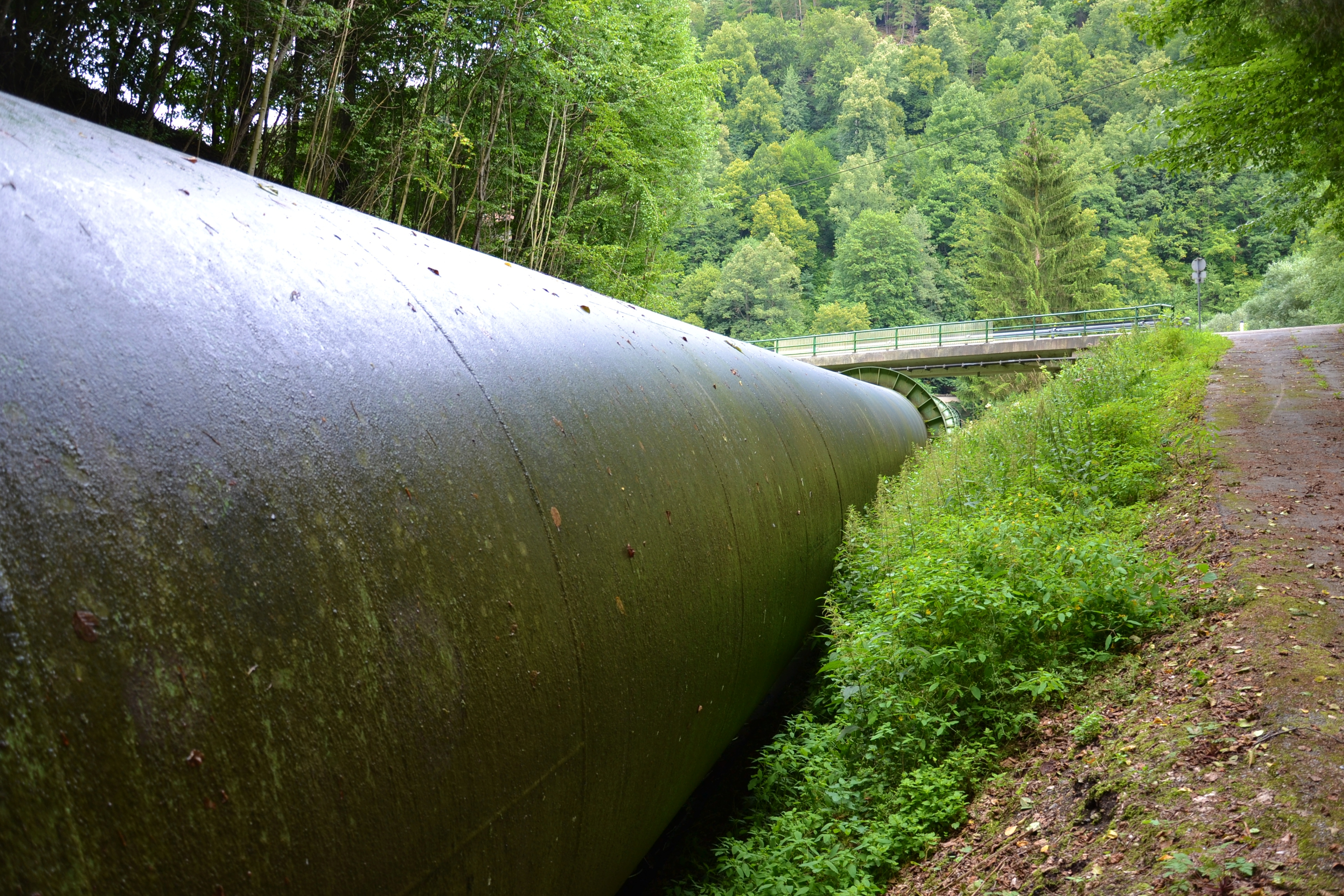
Die Triebwasserleitung zum drei Kilometer entfernten Krafthaus

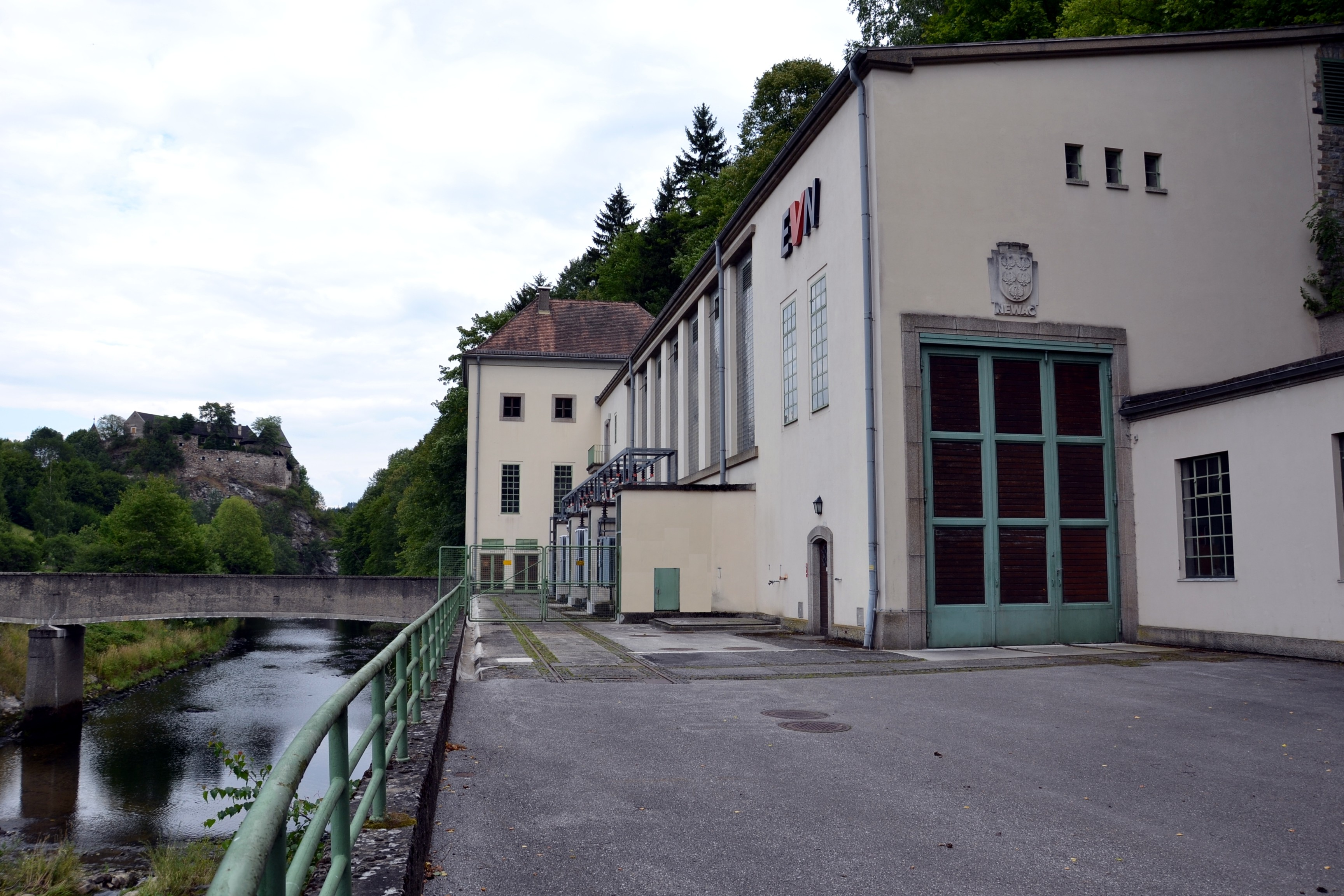
Krafthaus des Dobrastausees bei Krumau am Kamp

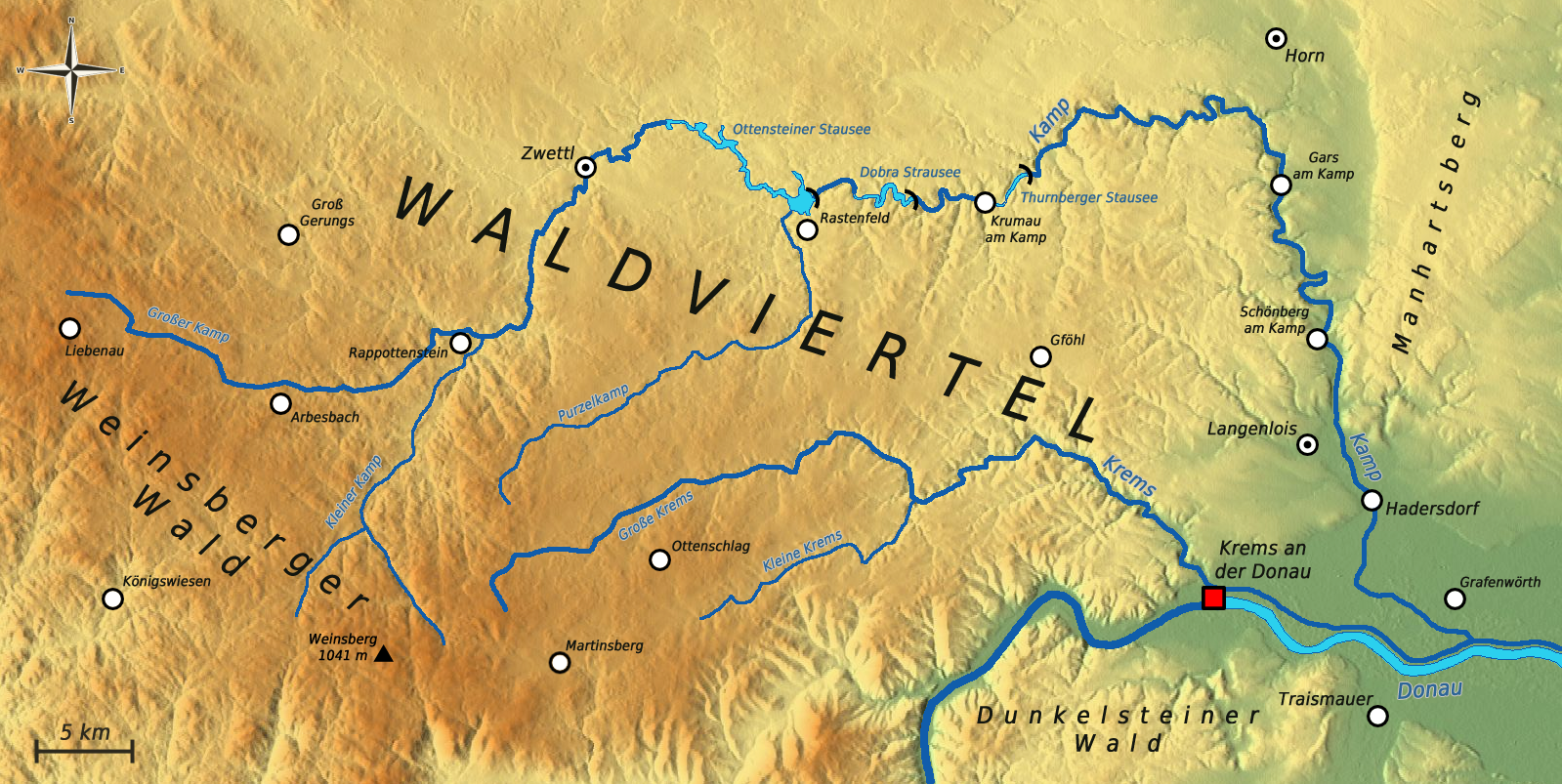
Der Verlauf des Kamp mit den drei Staustufen

Der Dobra-Stausee ist der mittlere der drei Stauseen am Kamp im niederösterreichischen Waldviertel. Er beginnt direkt unterhalb der Staumauer des Stausees Ottenstein. Der See gehört zum Gemeindegebiet von Rastenfeld und Pölla. Die Sperre liegt genau an der Gemeindegrenze und gehört mehrheitlich zu Rastenfeld.
Die Wasserfläche beträgt 155 Hektar. Der Stausee ist zirka fünf Kilometer lang und an beiden Ufern bewaldet und steil abfallend. Am südlichen Ufer führt die Landesstraße L7051 entlang.
Auf einer Landzunge erhebt sich die Ruine Dobra.
Bereits vor dem Ersten Weltkrieg wurden erste Überlegungen angestellt, den Kamp zwischen Zwettl und Rosenburg für die Energiegewinnung zu nutzen. Eine von der Niederösterreichischen Statthalterei dem Syndikat Donaukraftwerk Wallsee 1913 erteilte und für den gesamten Kamp gültige Nutzungs-Konzession verfiel allerdings wegen des Ersten Weltkriegs.
In der Zwischenkriegszeit nahm die Niederösterreichische Elektrizitätswirtschafts-AG NEWAG die Planungen aus der Vorkriegszeit wieder auf. Allerdings konzentrierte sich der Ausbau der Wasserkraft auf das südliche Niederösterreich. Später ließ die Weltwirtschaftskrise eine Verwirklichung der Pläne nicht zu.
Von den Siemens-Schuckertwerken wurde 1943 ein Projekt erstellt, laut dem am Ober- und Mittellauf des Flusses neun Speicherkraftwerke, drei Laufkraftwerke und ein Ausgleichswerk errichtet werden sollten.
Den steigenden Energiebedarf nach dem Ende des Zweiten Weltkriegs wollte das Land Niederösterreich durch die Errichtung eigener Kraftwerke decken. Verwirklicht werden sollten in einer geplanten ersten Ausbaustufe die drei wirtschaftlichsten Projekte des Siemens-Schuckert-Plans, nämlich
- das Pumpspeicherkraftwerk Ottenstein,
- das Speicherkraftwerk Dobra-Krumau und
- das Ausgleichswerk Thurnberg-Wegscheid.

Der im Jahr 1946 durch das Land Niederösterreich zunächst für die beiden Anlagen Dobra-Krumau und Thurnberg-Wegscheid gefasste Baubeschluss wurde jedoch durch die Ratifizierung des zweiten Verstaatlichungsgesetzes der Bundesregierung blockiert. Dieses Gesetz gestattete den Bau und Betrieb großer Kraftwerksprojekte nur noch den neu gegründeten Sondergesellschaften – in diesem Fall der Donaukraftwerke AG DoKW als der nächstgelegenen Gesellschaft. Aufgabe der Landesgesellschaften sollte vor allem die regionale Stromverteilung sowie die Errichtung kleinerer Anlagen sein.
Da sich aber die NEWAG vertraglich das Zugeständnis gesichert hatte, das Projekt selbst verwirklichen zu können, sollte die DoKW nicht innerhalb eines Jahres mit den Arbeiten beginnen, fiel dieses schließlich doch wieder an die NEWAG zurück.
Schwierigkeiten bereiteten zunächst die Inhaber von Wasserrechten am Kamp, die nach längeren Verhandlungen aber beigelegt werden konnten. Ebenfalls problematisch war die Finanzierung. Da Niederösterreich in der sowjetischen Besatzungszone lag, konnte hier nicht auf ERP-Mittel zugegriffen werden und der Bau musste über Bankkredite finanziert werden. Mit der russischen Besatzungsmacht mussten zusätzlich Verhandlungen geführt werden, da ein Teil des Stausees an den von der Roten Armee genutzten Truppenübungsplatz Döllersheim angrenzte.
Am 1. Oktober 1949 begannen die Bauarbeiten für das Speicherkraftwerk Dobra-Krumau und das Ausgleichswerk Thurnberg-Wegscheid mit einer Spatenstichfeier in Anwesenheit von Johann Steinböck, dem Landeshauptmann von Niederösterreich. Die beiden Talsperren wurden in vier Baulose, nämlich
- das Abschlussbauwerk Dobra,
- die Triebwasserleitung und das Krafthaus Krumau,
- das Abschlussbauwerk Thurnberg und
- die Triebwasserleitung und das Krafthaus Wegscheid geteilt.[2]

Das Stauwerk wurde in den Jahren 1950 bis 1953 von der NEWAG, der heutigen EVN AG errichtet. Die Staumauer der Sperre wurde ursprünglich als 200 Meter lange Gewichtsmauer geplant, zu einer materialsparenden Gewölbemauer umgeplant und wegen geologischer Probleme am rechten Ufer schließlich als Zylindermauer errichtet.
Im Juli 1950 streikten die Arbeiter für eine bessere Entlohnung, und im Mai 1951 behinderte ein Hochwasser die Bauarbeiten. Der Hauptauftragnehmer, die Firma Rella & Neffe, geriet im Herbst 1951 in wirtschaftliche Schwierigkeiten. Um eine zeitraubende Neuausschreibung zu verhindern, durfte die Firma Rella & Neffe nach der im Februar 1952 erfolgten Kündigung des ursprünglichen Vertrages auf der Grundlage eines Selbstkostenerstattungs-Vertrages weiterarbeiten. Zwei Jahre nach der Fertigstellung musste die Staumauer der Sperre Dobra um zwei Meter erhöht werden, um dem Kraftwerk Ottenstein genügend Wasser für den Pumpbetrieb zur Verfügung stellen zu können.
Das Krafthaus in Krumau am Kamp erhält das Wasser durch eine drei Kilometer lange Triebwasserleitung, die einerseits frei verlegt den Kamp und den Genitzbach mittels Rohrbrücken überquert und andererseits auch durch Stollen geführt wird. Es treibt drei Francis-Turbinen mit einer Leistung von je 5400 Kilowatt an. Das Kraftwerk wird heute von der evn naturkraft betrieben.
Unterwasserseitig des Krafthauses Krumau liegt der Thurnberger Stausee, der als Ausgleichssee und ebenso als Kraftwerk dient.
Aufgrund des großen und vielfältigen Fischbestandes ist der Stausee ein beliebtes Angelgebiet. Die vorkommenden Fischarten sind Karpfen, Hecht, Zander, Aal, Schleie, Brachse, Nase, und Aitel.